# Michał Przysiężny
Michał Przysiężny (Głogów, 16 de Fevereiro de 1984) é um ex-tenista profissional polonês, seu melhor ranking é de 57º em simples, em 2010. Foi conhecido como "Federer polonês", nunca tenha colecionado resultados expressivos. Teve o ápice da carreira entre 2013 e 2014, quando ficou mais estável no top 100.
Após jogar no Challenger da Breslávia em 2017, estava fora dos 400 melhores do ranking. Então, ficou fora por sete meses para uma cirurgia no tendão de Aquiles. No retorno, nunca foi o mesmo novamente.
No Challenger de Sopot, entre julho e agosto de 2019, recebeu um convite. Parou na primeira fase, onde perdeu para o compatriota Daniel Michalski. Foi o último jogo da carreira.

## Finais no circuito ATP

### Duplas: 1 (1 título)
| Status  | V-D | Data    | Torneio       | Piso | Parceiro              | Adversários             | Resultado         |
| ------- | --- | ------- | ------------- | ---- | --------------------- | ----------------------- | ----------------- |
| Campeão | 1–0 | 10/2014 | Tóquio, Japão | duro | Pierre-Hugues Herbert | Ivan Dodig Marcelo Melo | 6–3, 36–7, [10–5] |